# 多布羅柳比夫卡
49°47′12″N 37°57′19″E / 49.78667°N 37.95528°E
多布羅柳比夫卡（烏克蘭語：Добролюбівка）是位於烏克蘭東部的村莊，由哈爾科夫州庫皮揚斯克區的德沃里奇纳市镇負責管轄。該村始建於1845年，面積0.35平方公里，海拔高度150米，2001年人口139，人口密度每平方公里396人。